# Doftana, Prahova
Doftana este un sat în comuna Telega din județul Prahova, Muntenia, România.